# 남편 (영화)
"남편"은 1969년 공개된 대한민국의 영화이다.

## 배역
- 김진규
- 고은아
- 김석훈
- 강부자
- 박암
- 송해
- 김웅
- 석인수
- 임해림
- 김정옥
- 추봉
- 김주오
- 김대현
- 이영호